# Johannes Anton Nagel
Johannes Anton Nagel, česky: Jan Antonín Nagel (3. února 1717 Rittberg, Vestfálsko – 6. května 1794 Vídeň), byl jeden z průkopníků speleologie[zdroj⁠?!], který významně zasáhl do nejstarší explorace jeskyň Rakouského císařství.

## Život
Studoval humanitní a filozofická kolegia na vysoké škole v Paderbornu, kde se zajímal o stavebnictví a matematiku. Při svých studiích se seznámil se zdejšími krasovými jevy, což vzbudilo jeho zájem o tuto činnost. V roce 1740 pokračoval ve studiích ve Vídni, poté se stal revizorem v hornouherských solných dolech v Solnohradu u Prešova. Díky svým znalostem se dostal do císařských služeb do Vídně. Na rozkaz císaře Františka I. vykonal přírodovědecké cesty do Krajiny, Přímoří a na Moravu. Roku 1750 byl vyslán na cesty do Francie, Anglie a Holandska. Poté vykonal cesty do Karpat, Tyrol a do Kraňska za speciálními úkony. V roce 1768 zkoumal na příkaz Marie Terezie následky zemětřesení v Rakousku. Roku 1772 byl zvolen prezidentem filozofické fakulty a pověřen řízením fyzikálně-matematického studia. O svém bádání sepsal rukopisy, které však nebyly nikdy uveřejněny v odborných publikacích. Zabýval se též kartografií, v roce 1770 a 1771 vydal dva plány Vídně.
Jedná se o autora prvního speleologického spisu. Jedná se o rukopis, který obsahuje 97 listů a který ilustroval jeho přítel Karel Beduzzi. Významná část tohoto díla je věnována Moravskému krasu. Osobně se účastnil objevování jeskyní u Sloupu (pozdější Sloupsko-šošůvské jeskyně) a u Ostrova (pozdější Císařská jeskyně). Své speleologické expedice prováděl prakticky po celém rakouském císařství.
V roce 1790 byl penzionován, zemřel 6. května 1794 ve Vídni.